# Sharp SM-B-80TE
Sharp SM-B-80TE (SM-B-80TE) је кућни рачунар, производ фирме Шарп (Sharp) који је почео да се израђује у Јапану током 1977. године.
Користио је Z80 (LH-0080 Sharp) као централни микропроцесор а RAM меморија рачунара SM-B-80TE је имала капацитет од 2 KB, прошириво до 4 KB. 

## Детаљни подаци
Детаљнији подаци о рачунару SM-B-80TE су дати у табели испод.
|                       |                                                             |
| [ 1 ]                 |                                                             |
| Произвођач            | Шарп                                                        |
| Тип                   | кућни рачунар                                               |
| Меморија              | 2 прошириво до 4 KB                                         |
| Поријекло             | Јапан                                                       |
| Година                | 1977                                                        |
| Тастатура             | механичка, 25 тастера - хексадецимални и функцијски тастери |
| Процесор              |                                                             |
| Фреквенција процесора | 2,4576 .                                                    |
| RAM                   | 2 RAM прошириво до 4 KB                                     |
| ROM                   | 2 прошириво до 8 KB                                         |
| Текст                 | 8 x 7-сегментни ЛЕД показивач                               |
| Графика               |                                                             |
| Боја                  |                                                             |
| Звук                  | мали звучник (10 октава)                                    |
| Димензије             | 27 (ширина) x 19 (дубина) .                                 |
| Портови               |                                                             |
| Оперативни систем     |                                                             |